# Vincenzo Iaquinta
Vincenzo Iaquinta (Crotona, Calabria, 21 de noviembre de 1979) es un exfutbolista italiano que jugaba de delantero.

## Trayectoria
Comenzó su carrera en el Reggiolo Calcio de la Serie D del fútbol italiano. El salto al fútbol profesional lo dio en el año 1998, participando en la Serie B de Italia con el Calcio Padova, y un año después con el Castel di Sangro Calcio. 
En el año 2000 fichó por el Udinese Calcio, con el que se consolidó en la Serie A de Italia. Durante la temporada 2005-06 pudo debutar en la Liga de Campeones de la UEFA, marcando tres goles en su primer partido ante el Panathinaikos, pero desacuerdos con la directiva en los términos de su contrato le apartaron del equipo durante gran parte del año. Finalmente renovó su contrato con el club y volvió a las convocatorias. 
En el verano de 2007 pasó a la Juventus en el cual logró destacarse como uno de los mejores delanteros de Italia. En enero de 2012 fue cedido en préstamo al A. C. Cesena, para después retornar a Turín, donde se retiraría.

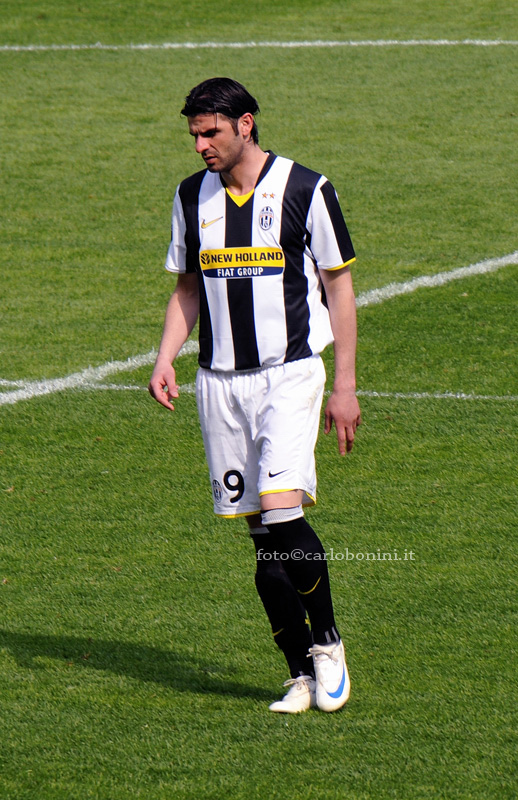
Iaquinta en 2009.

## Selección nacional
Fue internacional con la selección de fútbol de Italia en 40 ocasiones y ha marcado seis goles. Debutó el 30 de marzo de 2005, en un encuentro amistoso ante la selección de Islandia que finalizó con marcador de 0-0.

### Participaciones en Copas del Mundo
| Copa              | Sede      | Resultado    | Partidos | Goles |
| ----------------- | --------- | ------------ | -------- | ----- |
| Copa Mundial 2006 | Alemania  | Campeón      | 5        | 1     |
| Copa Mundial 2010 | Sudáfrica | Primera fase | 3        | 1     |

### Participaciones en Copas Confederaciones
| Copa                      | Sede      | Resultado    | Partidos | Goles |
| ------------------------- | --------- | ------------ | -------- | ----- |
| Copa Confederaciones 2009 | Sudáfrica | Primera fase | 3        | 0     |

## Estadísticas

### Clubes
| Club | Div.          | Temporada     | Liga  | Liga  | Copa Italia | Copa Italia | Torneos internacionales(1) | Torneos internacionales(1) | Total | Total |
| Club | Div.          | Temporada     | Part. | Goles | Part.       | Goles       | Part.                      | Goles                      | Part. | Goles |
| --- | ------------- | ------------- | ----- | ----- | ----------- | ----------- | -------------------------- | -------------------------- | ----- | ----- |
| U. S. Reggiolo · Italia                                                                                 | 5.ª           | 1996-97       | 14    | 1     | 0           | 0           | 0                          | 0                          | 14    | 1     |
| U. S. Reggiolo · Italia                                                                                 | 5.ª           | 1997-98       | 19    | 5     | 0           | 0           | 0                          | 0                          | 19    | 5     |
| U. S. Reggiolo · Italia                                                                                 | Total club    | Total club    | 33    | 6     | 0           | 0           | 0                          | 0                          | 33    | 6     |
| Calcio Padova · Italia                                                                                  | 2.ª           | 1997-98       | 13    | 3     | 0           | 0           | 0                          | 0                          | 13    | 3     |
| A. C. D. Castel di Sangro · Italia                                                                      | 3.ª           | 1998-99       | 25    | 3     | 3           | 0           | 0                          | 0                          | 28    | 3     |
| A. C. D. Castel di Sangro · Italia                                                                      | 3.ª           | 1999-00       | 27    | 5     | 0           | 0           | 0                          | 0                          | 27    | 5     |
| A. C. D. Castel di Sangro · Italia                                                                      | Total club    | Total club    | 52    | 8     | 3           | 0           | 0                          | 0                          | 55    | 8     |
| Udinese Calcio · Italia                                                                                 | 1.ª           | 2000-01       | 14    | 2     | 2           | 0           | 0                          | 0                          | 16    | 2     |
| Udinese Calcio · Italia                                                                                 | 1.ª           | 2001-02       | 22    | 2     | 4           | 1           | 0                          | 0                          | 26    | 3     |
| Udinese Calcio · Italia                                                                                 | 1.ª           | 2002-03       | 26    | 7     | 2           | 1           | 0                          | 0                          | 28    | 8     |
| Udinese Calcio · Italia                                                                                 | 1.ª           | 2003-04       | 29    | 11    | 2           | 0           | 1                          | 0                          | 32    | 11    |
| Udinese Calcio · Italia                                                                                 | 1.ª           | 2004-05       | 31    | 13    | 6           | 2           | 2                          | 0                          | 39    | 15    |
| Udinese Calcio · Italia                                                                                 | 1.ª           | 2005-06       | 24    | 9     | 1           | 1           | 9                          | 7                          | 34    | 17    |
| Udinese Calcio · Italia                                                                                 | 1.ª           | 2006-07       | 30    | 14    | 2           | 3           | 0                          | 0                          | 32    | 17    |
| Udinese Calcio · Italia                                                                                 | Total club    | Total club    | 176   | 58    | 19          | 8           | 12                         | 7                          | 207   | 73    |
| Juventus F. C. · Italia                                                                                 | 1.ª           | 2007-08       | 24    | 8     | 5           | 4           | 0                          | 0                          | 29    | 12    |
| Juventus F. C. · Italia                                                                                 | 1.ª           | 2008-09       | 28    | 12    | 3           | 0           | 7                          | 3                          | 38    | 15    |
| Juventus F. C. · Italia                                                                                 | 1.ª           | 2009-10       | 15    | 6     | 0           | 0           | 3                          | 1                          | 18    | 7     |
| Juventus F. C. · Italia                                                                                 | 1.ª           | 2010-11       | 20    | 4     | 1           | 0           | 3                          | 2                          | 24    | 6     |
| Juventus F. C. · Italia                                                                                 | 1.ª           | 2011-12       | 0     | 0     | 0           | 0           | 0                          | 0                          | 0     | 0     |
| Juventus F. C. · Italia                                                                                 | 1.ª           | 2012-13       | 0     | 0     | 0           | 0           | 0                          | 0                          | 0     | 0     |
| Juventus F. C. · Italia                                                                                 | Total club    | Total club    | 88    | 30    | 9           | 4           | 13                         | 6                          | 109   | 40    |
| A. C. Cesena · Italia                                                                                   | 1.ª           | 2011-12       | 7     | 1     | 0           | 0           | 0                          | 0                          | 7     | 1     |
| Total carrera                                                                                           | Total carrera | Total carrera | 368   | 105   | 31          | 9           | 25                         | 13                         | 424   | 131   |
| (1) Incluye datos de la Copa de la UEFA (2000-06), Liga de Campeones (2005-09) y Liga Europa (2010-11). |               |               |       |       |             |             |                            |                            |       |       |

## Palmarés

### Campeonatos nacionales
| Título              | Club           | País   | Año  |
| ------------------- | -------------- | ------ | ---- |
| Serie A             | Juventus F. C. | Italia | 2013 |
| Supercopa de Italia | Juventus F. C. | Italia | 2013 |

### Campeonatos internacionales
| Título                 | Club                | Sede     | Año  |
| ---------------------- | ------------------- | -------- | ---- |
| Copa Intertoto         | Udinese Calcio      | Údine    | 2000 |
| Copa Mundial de Fútbol | Selección de Italia | Alemania | 2006 |

### Distinciones individuales
| Distinción                        | Año     |
| --------------------------------- | ------- |
| Máximo goleador de la Copa Italia | 2007-08 |

### Condecoraciones
| Distinción                                             | Año  |
| ------------------------------------------------------ | ---- |
| Oficial de la Orden al Mérito de la República Italiana | 2006 |